# Borneose nevelpanter
De Soendalandpanter, ook wel Soenda-nevelpanter of Borneose nevelpanter (Neofelis diardi) is een katachtige die leeft in de bossen van Indonesië. Het is samen met de nevelpanter (Neofelis nebulosa) de enige soort van het geslacht Neofelis. Soms wordt hij in het geslacht Panthera geplaatst.
Hij heeft grotere donkere vlekken op zijn vacht dan de nevelpanter. Dit dier kan tot één meter groot worden en zijn dikke staart ook. Ze wegen ongeveer rond de dertig kilogram en kunnen zeer goed in bomen klimmen. Ze hebben verhoudingsgewijs de grootste hoektanden van alle katachtigen en zijn op een na de lenigste. De poten zijn naar verhouding kort en dik. Een Borneose nevelpanter krijgt per worp één tot vijf jongen.

## Fylogenie
De soort zou zich ruim één miljoen jaar geleden afgesplitst hebben van de nevelpanter.
Binnen de Borneose nevelpanter kunnen twee ondersoorten onderscheiden worden op basis van DNA en morfologie: een vorm op Borneo (N. d. borneensis) en een vorm op Sumatra en de Batoe-eilanden (N. d. diardi). De scheiding zou tussen de 400.000 en 120.000 jaar geleden hebben plaatsgevonden, in het pleistoceen, toen de soort vanuit Borneo over landbruggen naar Sumatra en de Batoe-eilanden trok. Toen de zeespiegel steeg, werden de groepen fysiek van elkaar gescheiden en groeiden ze vervolgens uiteen.

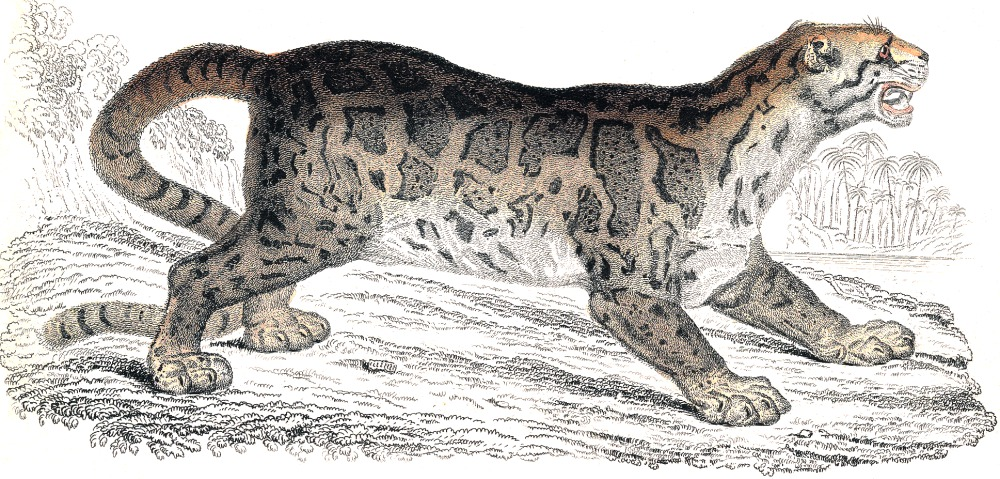
Een tekening van een Borneose nevelpanter uit de 19e eeuw

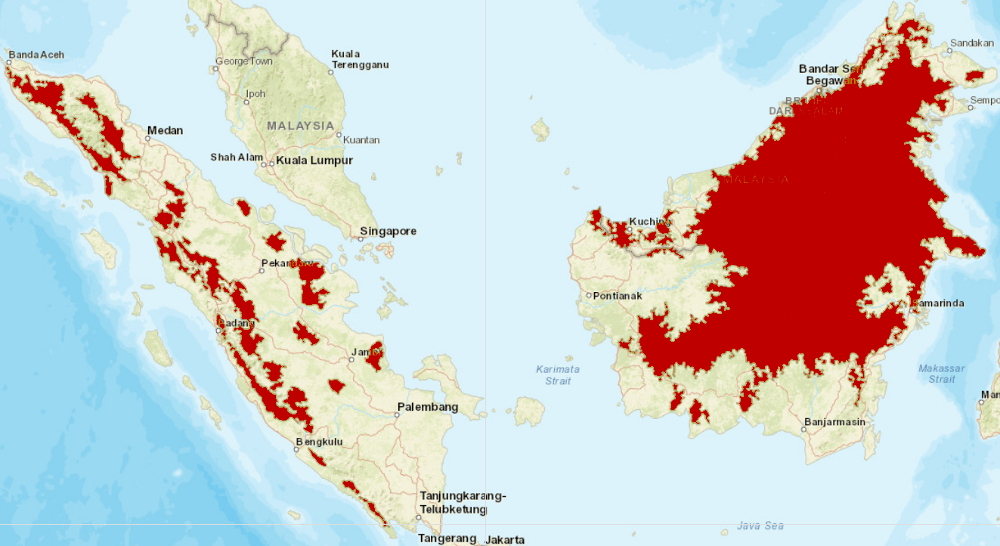
Verdeling van de soort over Sumatra en Borneo, 2016